# Casa Ricós
Casa Ricós és una obra del municipi de Cardedeu (Vallès Oriental) protegida com a bé cultural d'interès local.

## Descripció
És un habitatge de tipologia ciutat-jardí. A la planta baixa en sobresurt un cos en forma de tribuna i un sòcol de pedra i un portal d'entrada amb marquesina. Al primer pis hi ha dues finestres, un balcó amb ampit de pedra treballada amb reixa i un fris de rajola blanca i vermella. A l'esquerra de la construcció en sobresurt una torre-mirador coberta a quatre vessants. El reixat de la tanca té dibuix geomètric amb certa estilització vegetal.

## Història
És un habitatge d'estiueig construït l'any 1924 per Ramon Ricos i Reig. L'època en què es va construir aquesta cara era quan Cardedeu era considerada com un dels grans centres d'estiueig dels barcelonins. El poble va creixent molt, i amb uns trenta anys, del 1900 al 1930, va duplicar l'extensió del nucli urbà. L'expansió es va fer al llarg de dos eixos perpendiculars: la carretera de Caldes i la carretera de Cànoves.